# 皮爾斯縣 (內布拉斯加州)
皮爾斯縣（英語：Pierce County）是美國喬治亞州東北部的一個縣。面積1,490平方公里。根據美國2000年人口普查，共有人口7,857人。縣治皮爾斯 (Pierce)。
成立於1859年。縣名紀念第十四任總統福蘭克林·皮爾斯 (Franklin Pierce)。